# Heumühle

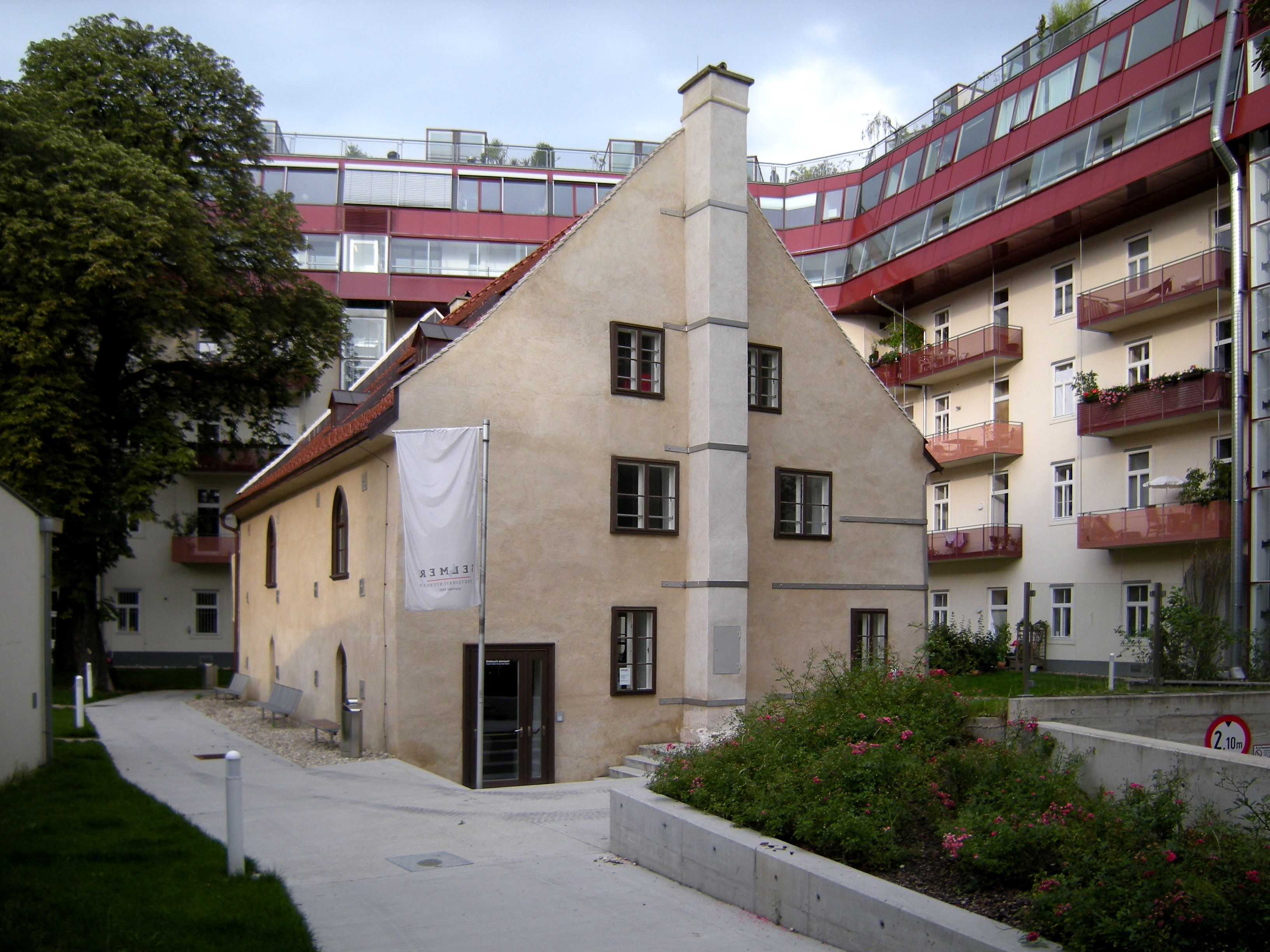
Die Heumühle nach der Restaurierung. (2010)

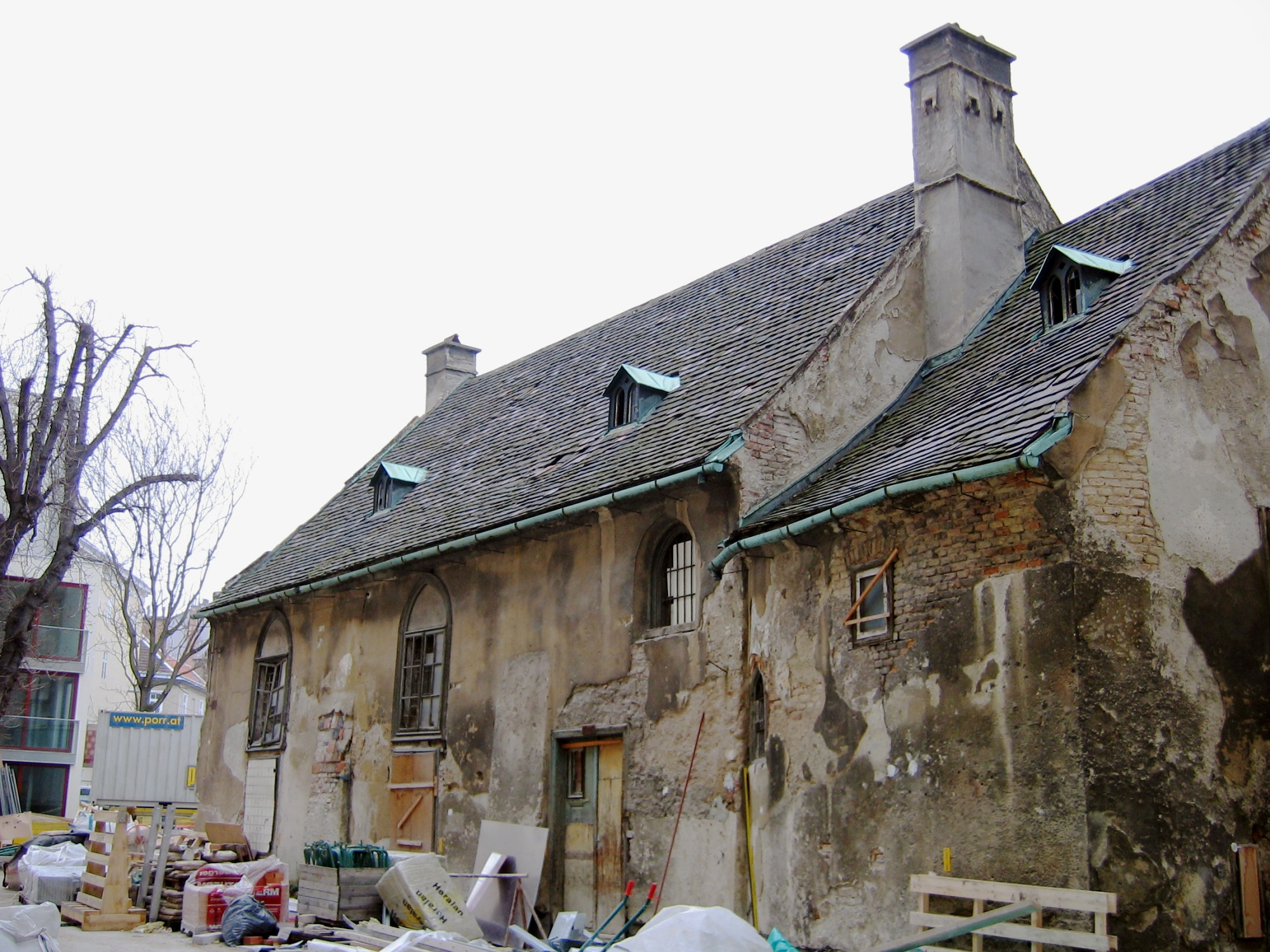
Vor der Restaurierung. (2007)

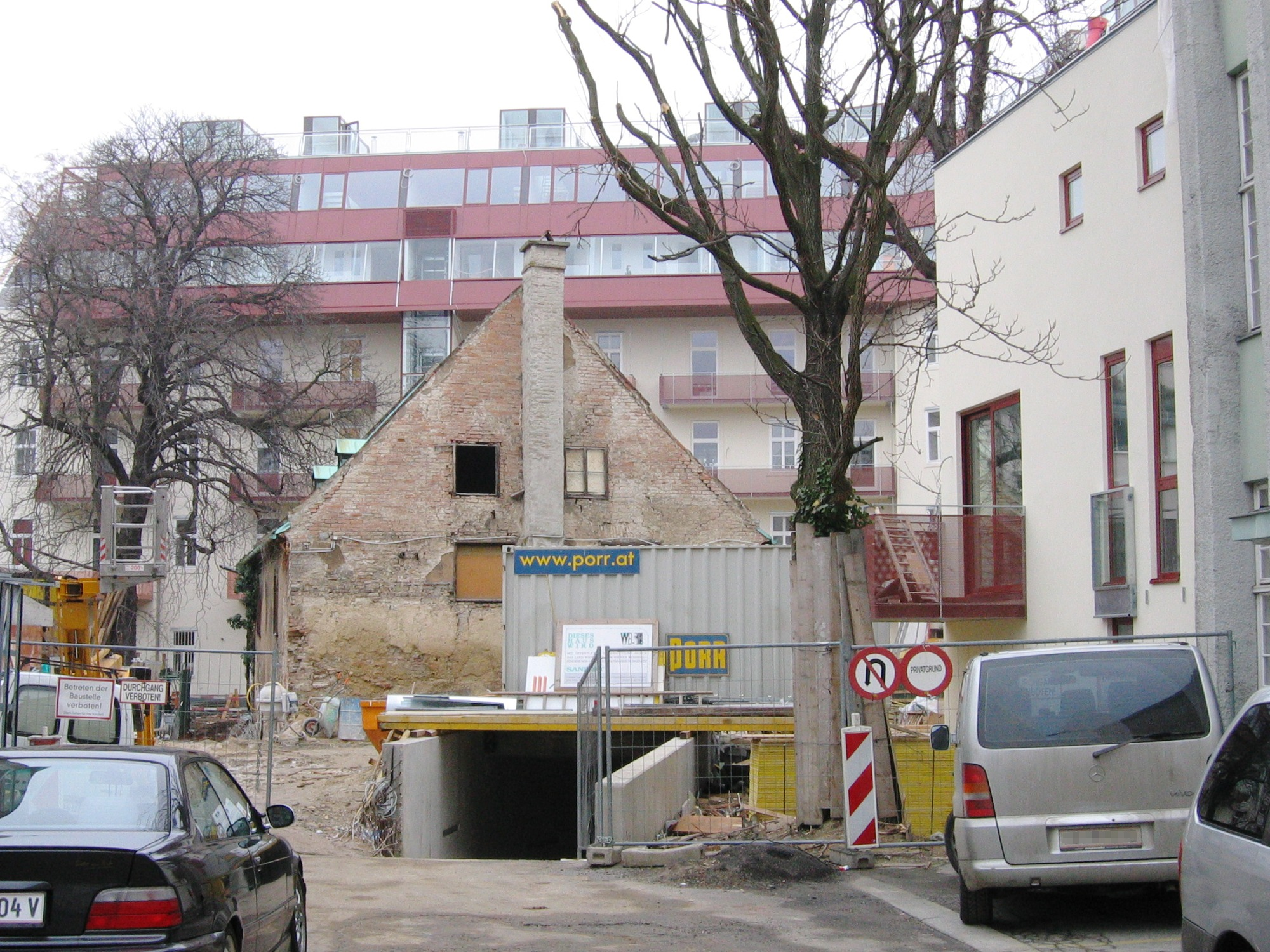
Frühere Ansicht von der Grüngasse. (2007)

Die Heumühle im 4. Bezirk in Wien ist eine ehemalige Wassermühle, die in ihrer heutigen Form auf das 14. Jahrhundert zurückgeht. Das bis zum 17. Jahrhundert Steinmühle genannte Bauwerk gilt nach dem Berghof in Heiligenstadt als der zweitälteste Profanbau Wiens.

## Geschichte
Im 13. Jahrhundert wurde im Wiental ein Mühlbach angelegt, der bei Gumpendorf aus dem Wienfluss abgezweigt und auf Höhe des heutigen Naschmarktes wieder eingeleitet wurde. An diesem Mühlbach wurden drei Wassermühlen errichtet: Die Heiligengeistmühle (später Bärenmühle), die Schleifmühle, sowie die Steinmühle, die spätere Heumühle. Bärenmühle und Steinmühle wurden 1326 als zur Grundherrschaft des Bürgerspitals (auch Heiligengeistspital) gehörend, erstmals urkundlich erwähnt. Das heute als Heumühle bekannte Bauwerk wurde im 14. Jahrhundert errichtet. Um 1528 wurde es durch einen Brand schwer beschädigt, 1533 gelangte die Mühle unter dem römisch-deutschen König und späteren Kaiser Ferdinand I. an das Bistum Wien, im gleichen Jahrhundert wurden mehrere Um- und Zubauten vorgenommen. Unter anderem wurde der Anbau mit Küche, Backstube und Kammer errichtet. Auch in den folgenden Jahrhunderten wurden die Mühle mehrmals umgebaut, zuletzt 1818, als das Bauwerk regotisiert wurde.
Der Mühlenbetrieb wurde bis 1856 aufrechterhalten. In diesem Jahr erwarb die Gemeinde Wien um 30.000 Gulden das Mühl- und Wasserrecht vom Eigentümer, der Erzdiözese Wien und ließ den Mühlbach aus hygienischen Gründen stilllegen und zuschütten. Während die Bärenmühle und Schleifmühle abgetragen wurden, blieb die Heumühle in ihrer Bausubstanz erhalten. Durch Bautätigkeit ab dem 19. Jahrhundert bedingt, liegt die Mühle heute im Innenhof des Wohnhauses Schönbrunner Straße 2. Um das Jahr 1934 wollte man die Mühle in ein Mühlenmuseum umwandeln.
Bis Anfang des 21. Jahrhunderts war das in Privatbesitz befindliche, inzwischen unter Denkmalschutz stehende Gebäude weitestgehend dem Verfall preisgegeben. Im Zuge der Revitalisierung der umliegenden Bauwerke wurde auch die historische Mühle einer umfassenden Sanierung unterzogen, die Kosten dafür betrugen ca. 800.000 €, ca. ein Viertel wurde aus Förderungen und Zuschüssen aufgebracht.  Durch die Errichtung eines tagsüber geöffneten Durchganges wurde der Hof rund um die Mühle für die Öffentlichkeit wieder zugänglich gemacht. Das Gebäude selbst wird heute als Schauraum eines Büromöbelunternehmens genutzt.
Auf der Wieden erinnert die Heumühlgasse an die Mühle; an die beiden anderen Mühlen am Mühlbach erinnern der Bärenmühldurchgang und die Schleifmühlgasse.